# 蒂雷 (旺代省)
蒂雷（法語：Thiré，法語發音：[tiʁe]）是法国卢瓦尔河地区大区旺代省的一个市镇，属于丰特奈勒孔特区。

## 地理
蒂雷（46°32'57"N, 1°0'27"W）面积11.6 平方千米，位于法国卢瓦尔河地区大区旺代省，该省份为法国西部沿海省份，北起大西洋卢瓦尔省和曼恩-卢瓦尔省，西临大西洋，南至滨海夏朗德省，东部及东南部与德塞夫勒省接壤。
与蒂雷接壤的市镇（或旧市镇、城区）包括：拉沙佩勒泰梅尔、圣艾蒂安德布里卢埃、圣瑞尔-尚日隆、圣瓦莱里安。

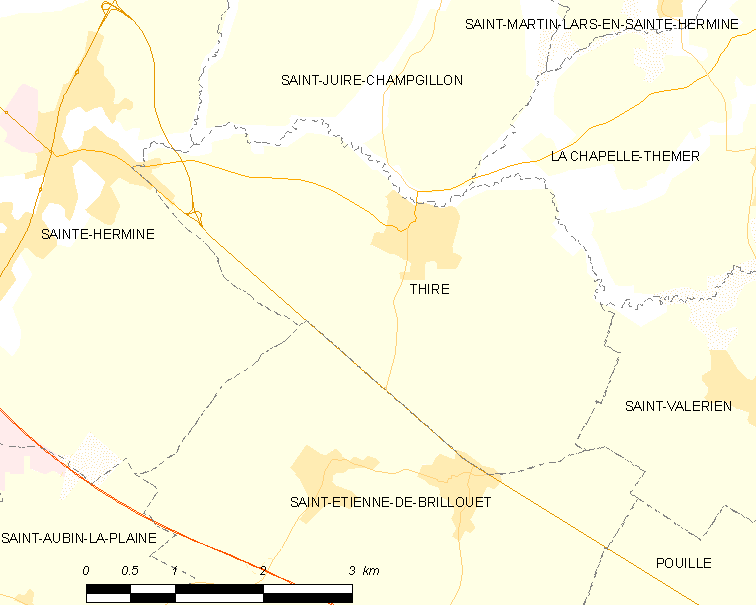
的OSM定位图

蒂雷的时区为UTC+01:00、UTC+02:00（夏令时）。

## 行政
蒂雷的邮政编码为85210，INSEE市镇编码为85290。

## 政治
蒂雷所属的省级选区为拉沙泰涅赖县。

## 人口

1962-2008年间人口变化图示

蒂雷于2022年1月1日时的人口数量为538人。